# 제너럴 일렉트릭

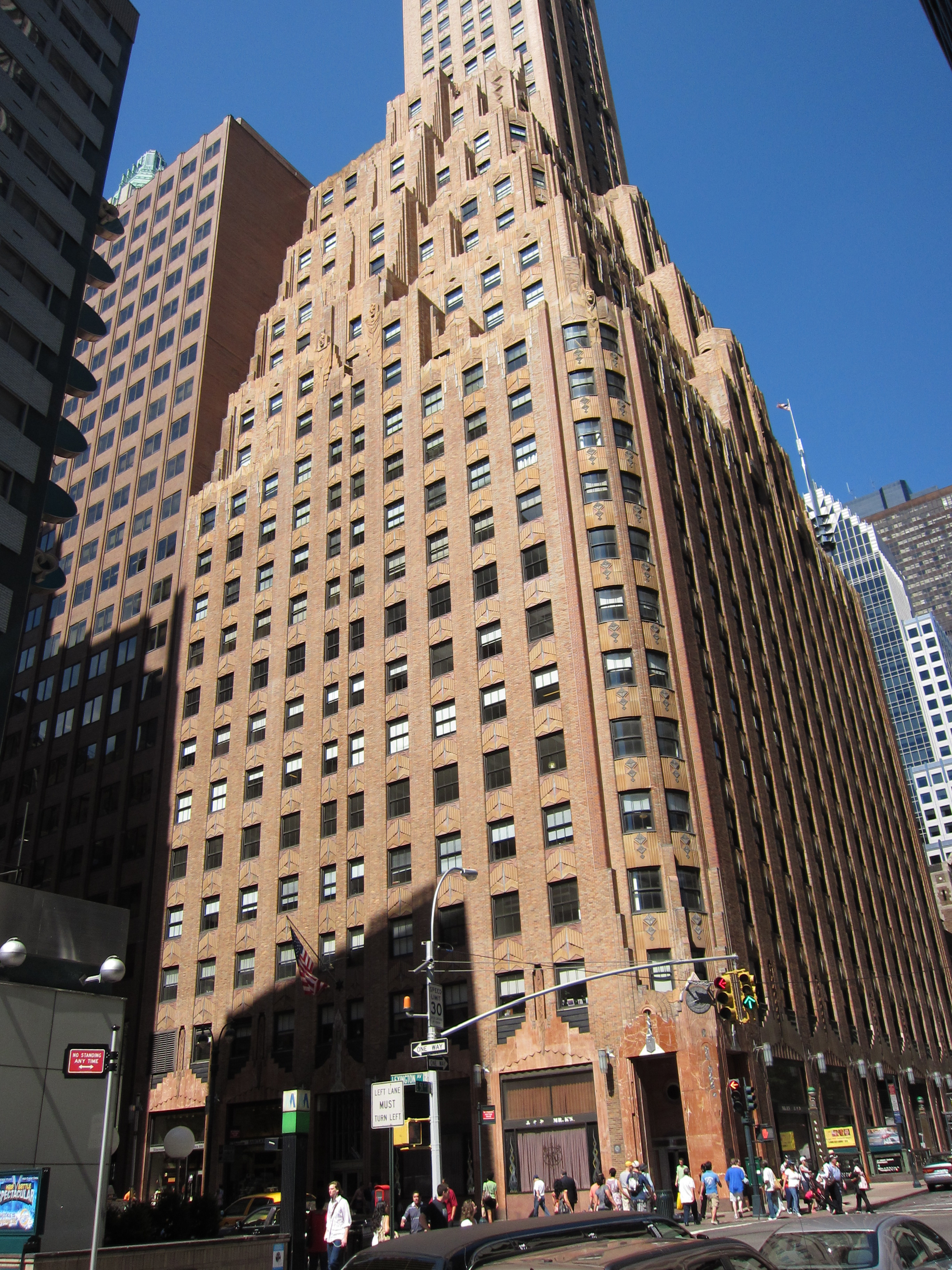
뉴욕 시 렉싱턴 대로 570번지 제너럴 일렉트릭 사옥

제너럴 일렉트릭(General Electric Company)은 토머스 에디슨이 1878년 설립한 전기조명 회사를 모체로 성장한 세계 최대의 글로벌 인프라 기업이다. 전력, 항공, 헬스케어, 운송 등의 분야에서 사업을 하고 있다. 뉴욕의 주 사무소는 록펠러 센터의 30 록펠러 플라자에 위치하고 있으며 지붕에 있는 돋보이는 GE 로고 때문에 GE빌딩으로도 알려져 있다. NBC의 본사와 주요 스튜디오도 이 건물에 입주해 있다. 자회사인 RCA를 통해서 그 건물이 1930년대에 건축된 이래 이 곳과 인연을 만들어왔다. 중전기기(重電機器)와 가정용 전기기구를 모체로, 원자연료· 제트엔진· 원자력발전설비도 제조한다. 세계 각국에 자회사· 계열회사가 있다. 1892년 4월 15일 설립되었는데, 전신(前身)은 1878년 설립한 에디슨제너럴일렉트릭회사이다. 생산량의 상당량을 미국 국방부에 납품하고 있다.
또한 프랑스의 스네크마와 합작하여 항공기용 제트엔진 제조업체인 CFM 인터내셔널이라는 회사를 설립했다.
2024년 4월 2일 자로 해체하고, GE 에어로스페이스, GE 헬스케어, GE 버노바 3개 회사로 분사했다.

## 캐치프라이즈
- We Bring Good Things To Life (생활을 밝혀 드립니다) 1978 ~ 2003
- Imagination At Work (상상을 현실로 만드는 힘) 2003 ~ 2019
- Ecomagination 2006 ~ 2012
- GE Work 2012 ~ 2019
- Building A World That Works (더 나은 세상을 만들기 위한 노력을 멈추지 않습니다) 2020 ~ 2024
- Once, Now, Forever 2024

## 역사

### 초창기
1878년 발명가 토머스 A. 에디슨(Thomas A. Edison)이 설립한 전기조명회사를 모태로 한다.
1879년에 전기 선풍기와 첨단 의료용 기기를 만들기 시작했다. :13
1892년 에디슨 종합전기회사와 톰슨휴스톤전기회사가 합병하여 제너럴 일렉트릭(GE)이 탄생했다. 제너럴 일렉트릭 사명의 유래는 남북전쟁 시절로 거슬러 올라간다.
토머스 에디슨이 전구 개발에 엄청난 돈을 투자한 나머지 개발에는 성공하였으나 그에 따른 채무도 엄청났다. 그래서 전전긍긍하고 있던 도중에 남북전쟁 당시 남측의 동부사령관이었던 크리스토퍼 장군이 그 소식을 듣고 찾아와 기꺼이 투자를 하였다. 그는 전쟁전에 전구가 개발이 되었더라면 우리는 야간기습을 당했을 때 그토록 심한 피해는 입지 않았을 것이다, 라는 말을 남겼다고 한다. 여튼 그의 지원으로 회사의 채무를 청산하고 회사를 설립하게 된 에디슨은 감사의 표시로 장군의 이름을 넣어 'General Christopher's Electric'이라고 회사명을 지었으나 당시 집권세력이었던 북쪽 출신의 권력층에 의해 허가가 나지 않아 결국 크리스토퍼 장군의 이름만 빼고 'General Electric'으로 명명하였다. 우연히 'general'이란 단어가 '장군'이란 뜻 이외에도 '보편적인' 등의 뜻도 가지고 있어서 현재는 원래 의미는 거의 사라져버리고 단지 '모두를 위한 전기회사'로 기억하고 있다.

### 잭 웰치: 사업 구조 조정
1980년대 초, 제너럴 일렉트릭에서는 당시 새로 부임한 잭 웰치를 제외한 나머지 직원들은 회사가 하향 곡선을 그리고 있다는 사실을 인정하려 들지 않았다. 그러나 대다수 직원들이 부인한다 해도 기업의 정체는 피해갈 수 없는 현실이었다. 우선, 판매실적이 증가하지 않거나 감소했다. 경영진은 경영 수익이 타격을 입지 않도록 긴축정책을 실시했다. 그러자 월 스트리트 금융계에서도 금방 알아채 주가가 하락하기 시작했고, 이는 곧 직원과 고객들에게 큰 영향을 미쳐 회사의 신뢰도마저 떨어지게 되었다.
잭 웰치는 제너럴 일렉트릭의 사업 영역을 축소시키면서 주력 또는 전문화 업종에 다시 집중적인 노력을 기울였다. 잭 월치가 진행한 것 중의 하나는 글로벌 시장에서 1, 2위에 들지 못하면 판다는 원칙이다. 선택과 집중을 통해서 비즈니스의 본류에서 승리를 구가하였다. 제너럴 일렉트릭은 한때 과잉 인력의 문제에 직면하였다. 별생각 없이 회사를 인적으로 늘린 후유증을 앓았다. 경쟁력 없는 사업을 방만하게 운영하다보니 수익이 나지 않는 회사를 수없이 거느리게 된 것이다. 이러한 과잉 인력 문제는 잭 웰치의 등장으로 수술대에 올랐다. 잭 웰치가 제너럴 일렉트릭의 경영자가 된 순간부터 모든 변화가 시작되었다. 잭 웰치는 "세계적 단위의 경쟁력을 갖추지 않으면 안 되는 상황에서는 시장에서 1, 2위를 다투는 기업체만이 경쟁에서 이길 수 있다. 그런 경쟁력을 갖추고 있지 못한 사업은 개편 또는 재조정을 하거나 폐업 또는 매각해야 한다."고 역설하고, :119, 266 이러한 전략으로 기업을 매각하고 합병시켰다. 발전 설비, 설비 유지, 연구직은 강화하지만 간접 조직은 줄였다. 이러한 과정을 거쳐서 새로운 비즈니스 업무를 진행하고자 의도했다. :13 이에 따라 1980년대 중반부터 1990년 중반까지 무려 수백 개의 사업을 다른 기업에 매도하거나 중단했다. 그리하여 1983년 34만 명이던 제너럴일렉트릭의 직원은 10년 후인 1993년 22만 명으로 감소했다. 핵심 사업에 재집중한 전략이 주효했던 것으로 평가된다.
재집중화 과정에서 제너럴 일렉트릭은 "포춘" 선정 500대 기업 중 10위에서 5위로 5계단 상승했다. 하지만, 비판도 있다. 그가 회장으로 있는 동안 GE는 수 만 명의 직원을 해고했으며, 창업 초기의 핵심 사업 중 상당수를 구조조정하고 금융 부문만을 키웠다. 인류에 꼭 필요한 것을 개발, 공급하여 사회에 공헌한다는 에디슨의 창업 정신을 뒤로 한 채 머니 게임에만 급급해 사실상 GE를 금융회사로 전환시켰다.

### 제프리 이멜트
2000년 10월에 제어시스템 전문 전자 회사인 Honeywell을 합병을 시도하였으나, 항공분야의 독점이 우려되어 2001년 7월 유럽연합(EU)이 반대하여 합병을 성사되지 않았다. 2007년 5월 21일, GE는 GE 플라스틱 본부를 화학 제품 제조회사인 SABIC에 116억달러에 매각할 것이라고 발표했다. 이 거래는 2007년 8월 31일 이루어졌는데, 그 회사는 이름을 SABIC Innovative Plastics로 바꾸고 브라이언 글래든(Brian Gladden)이 CEO에 선임되었다.

## 조직
이 회사는 주요 비즈니스 단위로 구성되어 있다고 설명된다. 각 단위는 그 자체가 방대한 기업이며 그 단위 중 많은 수는 독립형 회사로서도 포츈 500에 랭크되어 있다. GE의 비즈니스 목록은 합병, 분향, 재조직 등의 결과, 시간의 흐름에 따라 다양하다. 현재 사업은 기술 및 에너지 인프라, 기업 및 소비자 금융, 미디어 등 글로벌 인프라, 의료서비스, 금융서비스, 정보 및 엔터테인먼트, 환경기술에 걸쳐 다각화되어 있다. 이 중, 조명, 운송, 산업제품, 발전설비, 의료기기 등은 에디슨 초기의 사업 영역이다. 제너럴 일렉트릭의 경쟁대상 업체들은 대부분 복합기업들이다. 항공기 엔진 분야에서는 유나이티드 테크놀로지와 경쟁을 벌인다. 이 복합기업은 프랫 & 위트니와 오티스 엘리베이터, 에어컨을 생산하는 캐리어 등 그 밖의 여러 사업부를 거느리고 있다. 제너럴 일렉트릭은 디젤 기관차 부문에서는 제너럴 모터스와 경쟁을 벌이고 있다. 발전관련 설비분야에서는 웨스팅하우스와 경쟁을 벌인다. :267 제너럴 일렉트릭은 메인프레임 컴퓨터 부문의 치열한 경쟁에 밀려 결국 미국 컴퓨터 산업에서 손을 떼었다. :50

### 연구 개발
1900년 미국 최초로 산업용 연구개발시설을 뉴욕주 스케넥터디에 설립한 후, 혁신적인 제품을 개발해 왔으며 수 천 개의 특허와 두 번의 노벨상을 수상(1932, 1973년)했다. 현재 글로벌 연구개발 센터가 미국, 중국, 독일, 인도에 있으며 3천여 명의 연구원들이 근무하고 있다.

### 재무
GE는 찰스 다우가 1896년 12개 종목을 편입시킨 작업인데, 2005년의 경우 출력물로 2만4천쪽, 전자 파일 형태로 237메가바이트에 달했다.

### 글로벌: 한국
한국에서는 1976년 GE코리아(GE인터네셔널인코퍼레이티드)의 공식 출범후 발전설비, 항공기엔진, 산업설비, 의료기기, 플라스틱, 가전 및 금융 분야에서 사업을 전개했다. 1984년 GE삼성의료기기(현재 GE헬스케어코리아), 1987년 GE플라스틱스 (2007년 매각), 1996년 GE캐피털, 1998년 GE삼성조명(현재 GE라이팅), 2001년 GE센싱, 2002년 GE워터프로세스테크놀로지, 2004년 GE헬스케어바이오사이언스, 현대캐피탈(2004년) 및 현대카드(2005년) 합작 등 첨단 기술과 금융 분야에서 사업을 확대하였다.

### 글로벌: 일본
일본에서 1999년 GE재팬(GE인터네셔널인코퍼레이티드)의 공식 출범후 발전설비, 항공기엔진, 산업설비, 의료기기, 플라스틱, 가전 및 금융 분야에서 사업을 전개했다. 1905년 도시바 임원 파견 지주회사 에바스코 설립 (1993년 매각), 1914년 마쓰다 라이센스 취득, 1964년 일본의 원자로제조사 GETSCO 설립, 1971년 일본 GE 플라스틱스 합작 설립, 2000년 일본 GE 엔진 서비스 설립, 2007년 일본 히타치제작소와 합작으로 히타치GE 뉴클리어 에너지 설립

## 경영 기법과 전략
워크아웃타운미팅, SWOT분석, 전략계획(Strategic Planning) 등 경영 기법들을 만들어 내는 등 현대 기업경영의 우수 사례를 제시하여 미국 경제잡지인 <포춘>과 <배런스> 등으로부터 학생들에게도 GE의 기업 이미지와 사업, 문화를 친구들에게 알리도록 권한다. 이러한 운영 체제는 GE의 교내 채용을 활성화시키고 더 많은 전공 학생이 GE에 응시하도록 만든다.

### 리서치 프로젝트
1960년대부터 다양한 사업을 추진한 이 회사의 고위경영자들은 과학 경영의 일환으로, 같은 회사 안에서 추진중인 사업들이 어째서 수익을 달리하는지 알고 싶었다. 그들은 이런 목적의식 아래 리서치 프로젝트인 PIMS(Profit Impact of Market Strategy)에 착수하였는데, 이 프로젝트에서는 이 회사가 추진한 각 사업들의 구조와 전략 그리고 많은 변수에 따른 성과들이 보고되었다.

### 환경 전략
GE는 환경문제를 해결하면서 자체 사업도 성장시키는 친환경성장전략인 에코메지네이션(Ecomagination: 환경과 생태를 의미하는 에콜로지(ecology)와 GE의 슬로건인 ‘상상을 현실로 만드는힘(imagination at work)’의 앞글자를 조합해 만든 조어)을 2005년 발표하며 녹색성장을 주도해 오고 있다. 또 다른 세계적 과제인 보건의료문제를 해결하기 위해 ‘헬씨메지네이션(healthymagination)’을 2009년 출범시켰다. GE는 현재 풍력발전에서 가장 큰 회사 중 하나이고, 새로운 환경친화적인 제품들, 하이브리드 자동차, 담수화 및 수자원 재활용 솔루션, 태양광 발전 등을 개발하고 있다. 또한 온실가스 배출을 줄이기 위한 자회사 설립도 계획되어 있다.

## 지배구조

### 이사회
GE 이사회의 주된 역할은 경영진이 주주와 기타 이해관계자의 이익에 부합하게 운영하고 있는지를 감시하는 것이다. 그러기 위해서, GE 이사들은 이사회가 독립적이고 GE가 직면한 핵심 리스크와 정책 이슈에 대한 완전한 정보를 제공받는다는 것을 보장하기 위한 목적으로 기업지배구조 원칙을 채택하였다. GE는 엄격한 의미로서의 독립성을 기준으로 하여, 이사회 구성원의 3분의2를 충족하였다. 현재 GE의 17인의 이사 중 15인이 독립성을 가진 이사들이다.
GE 이사회는 2009년에 15번 회의를 가졌다. 그리고 각 사외이사들은 그들 자신이 회사에 대하여 직접 체험하기 위하여, 경영진의 개입없이 GE의 사업장을 최소한 2번 방문하였다. GE는 4개의 전문위원회가 전부 사외이사가 위원장을 맡고 있다. 연 8회의 이사회 중 3회 이상은 경영진이 배석하지 않은 상태에서 회의를 갖는다. 이사회는 주주들에게 중요한 것들, 즉 정책, 리스크 관리, 리더십 개발, 규정 문제에 대하여 초점을 맞추고 있고, 2009년에는 미국과 세계의 세금, 공공 정책, 환경 리스크 관리와 보존, 연금, 보건 비용, 재정적 힘과 펀딩, CSA 포트폴리오 관리와 실행, 신용주기에서의 보존과 상실, 지배력, 소송과 최근의 증권위원회 규정, 규제 능력과 법률 준수, 평판 관리 등 다양한 이슈에 대하여 브리핑을 받았다. 그해 말에 이사회와 각 위원회는 자기 평가를 수행하였다.
GE는 2003년 2,100개 글로벌 기업들을 대상으로 한 기업지배구조 평가에서 10점 만점으로 1위를 차지하였다. GE는 CEO의 리더십과 충분한 보수 보장 외에도 독립적인 사외이사의 책임과 권한을 지배구조 설계에서 가장 중요한 요소로 설정하고 있다. 주주의 수가 400만명을 상회하여 주주들과의 효율적인 의사소통이 대단히 중요한 기업이다. IR이라는 용어가 GE로부터 유래했다는 설도 있다. GE의 이사의 임기는 1년이고 (정관 article II. A.), 16인의 이사들 중 사외이사가 12인이다. 명망가보다는 전문가 위주로 사외이사진이 구성되고, 사외이사 선임에 있어서 현직 임원 및 이사의 친인척이 배제되며, 관계사 중역의 경우 거래 실적이 매출 기준 1% 미만일 경우에만 독립성을 인정한다. 450명 선에 이르는 내부감사 인력들이 매년 1,000회 이상의 각종 감사를 집행하고, 연 200회 이상의 애널리스트 컨퍼런스, IR 미팅을 개최한다.
GE이사회는 2002년말 "주재이사"(presiding director)라는 직책을 만들었다. 최초의 주재이사는 근속연수가 가장 긴 사외이사이면서 보수위원회 위원장이었던 앤드루 시글러(Andrew Sigler)가 맡았다. 고참 이사이자 중요한 위원회의 리더를 맡고 있는 인물에게 이 자리를 맡긴 의도는 다른 이사들과 경영진 사이에 주재이사의 영향력을 강화하기 위한 것으로 보인다. GE에서 주재이사의 임무는 앞서 말한, 최소한 일 년에 세 번 경영진이 배석하지 않은 채 사외이사들끼리 회의를 열고 이를 주재하는 것이다.
정관
GE의 이사회를 규율하는 정관은 상당부분 법률 용어로 되어 있다.
이사회내 위원회
당사 이사회내 위원회는 당사 모든 사업영역의 실적 및 정책을 검토, 감사 및 감독한다.
이사의 독립성
뉴욕 상장 규정에 따라 이사의 3분의2 이상이 독립성을 가지고 있다. 이것은 이사회를 더 자주적이고 효과적으로 한다.
이사회에의 의견 제시
모든 발언, 관심, 불만 사항은 전화, 이메일, 우편을 통해 이사회에 전달이 가능하고 이것은 감사위원회나 GE 옴부즈만 담당 사무국이 맡게 될 것이다.

### 회장 선임
이사회는 "경영개발 및 보상위원회"의 추천에 의하여 CEO와 주요 집행임원의 승계계획을 승인하고 유지한다.(Governance Principles 15. Succession Plan) 매 해 12월 정기 이사회에서 지금 당장 현 CEO가 불의의 사고를 당해 물러난다면 당장 누가 그 역할을 맡을 것인가를 정하는 작업을 하며, 경영 공백의 최소화를 위해 상시 CEO 승계 계획을 실천하고 있다.

#### 잭 웰치
1974년, 존스(Jones)는 승계계획 로드맵을 위해 계획을 시작하였다. 존스는 지이 그룹의 복잡성으로 인해 승계에 대한 계획을 준비할 것을 결심하였다. 타 그룹의 CEO 승계에 대한 모방이 아닌 GE에 적합한 모델을 발굴하기 위해 노력하였다. 모델 설계 후, CEO 후보 리스트를 선발하였는데, 최초 CEO 후보 리스트는 19명이었다. (~ 1977년). 1977년 존스는 19명의 후보들을 시험해 볼 수 있는 직위를 개발하고, 후보자들을 그 직위로 발령을 내렸다. 존스에게 직접 보고를 해야 하는 새로운 직위 "섹터 엑서큐티브즈"(sector executives)"를 개발하고, 19명에서 7명으로 1차 스크리닝을 실시하였다. 1978년, 존스는 승계를 위한 경쟁을 시작시켰다. 존스는 각 후보자들과 함께 인포멀 앤 컨피던셜 인터뷰(informal & confidential interview)를 진행하였다. 인터뷰의 목적은 후보자들의 특성에 대한 파악, CEO가 되고자 하는 열망, 신념 등에 대해 파악하기 위한 것이었다. 인터뷰 이후 존스는 잭 웰치가 차기 CEO 후보라는 것을 결정하였다. 1979년, 존스는 차기 CEO가 웰치라는 것을 이사회에 설득시키기 위해, 웰치를 포함한 3명의 부회장을 임명하였다. 이를 통해 이사들은 3명의 후보자들을 잘 알게 되었다. 이사회와의 많은 의사소통을 통해 최종 선택된 자들 대한 정당성을 확보하게 되었고, 존스는 최종적인 그의 선택이 웰치라는 것을 서서히 이사회에 알리기 시작한 것이다. 1980년 존스는 향후 CEO 후보가 웰치라는 것에 대해서 이사회와의 컨센서스(consensus)를 확보한 뒤 이를 공식화시켰다. GE의 7대 CEO인 존스는 재임 기간 중 뛰어난 경영성과를 기록하지는 못했으나, 1981년 잭 웰치를 차기 CEO로 임명한 것이 업적으로 평가되었다.

#### 제프리 이멜트
현재 이 회사의 CEO 겸 이사회 의장은 제프리 이멜트(Jeffrey Immelt)이다. 제너럴 일렉트릭은 "CEO 공장"이라 불릴 만큼 잘 짜여진 장기간의 스파르타식 리더 교육 프로그램으로도 유명하다. :235 웰치의 후계자 이멜트가 선정된 과정은 극도의 비밀에 뭍여진 채 공식적으로는 자그만치 6년 5개월이 소요되었다. 그러나, 비공식적으로는 1991년, 웰치는 "앞으로 내가 결정해야 할 가장 중요한 사항은 후계자를 고르는 것이다. 나는 거의 매일 누구를 후계자로 선정할 것인가를 고민하면서 많은 시간을 보내고 있다."며 CEO 승계 구상을 밝히기도 하였다. 승계과정은 웰치가 59세였던 1994년 6월에 공식적으로 시작되었다. 이사회의 "경영 개발 및 보상위원회"(management development and compensation committee MDCC)에서는 후보자 24명을 세 개의 그룹으로 나눠 논의하였다. 가장 큰 사업체를 운영하는 7명을 "명백한 승계자 그룹"으로, 그 바로 아래 단계의 이사 4명을 "선수" 그룹으로, 잭 웰치가 탄복한 13명을 "더 넓은 합의 분야" 그룹으로 나누었다. 그는 이후 점 찍어둔 몇몇 후보를 주시하며 주도면밀한 인선에 들어갔다. 그리고 이 중에서 세 명의 최종 후보자가 선발되었다. 이들 세 명의 최종 후보자는 각각 GE의 삼대 핵심부문(항공엔진, 메디컬시스템, 전력시스템)의 CEO를 맡았다. 웰치는 1997년 메디컬시스템(현, GE Healthcare)의 CEO에 제프리 이멜트를, 항공엔진 CEO에 제임스 멕너니를, 전력시스템에 로버트 나델리를 각각 임명, 경쟁을 유도했다. 이후 그들은 그룹 전체회의에 참석하면서 웰치와 무릎을 맞대고 그룹의 일을 처리해 갔다. 물론 이기간은 웰치의 시험 기간이었다. 이중 매출 면에서 가장 출중한 성적을 올린 CEO가 제프리 이멜트였다. 이멜트는 메디컬시스템의 CEO에 취임한 이후 취임전보다 두 배나 많은 74억 달러의 매출액을 기록했다. 이멜트도 제너럴일렉트릭의 최고경영자 중 유력한 후보자였을 뿐, 회장이 되리라고 누구도 장담할 수 없었다. 피 말리는 시간을 거치는 동안 그는 단련되었고, 그렇게 단련된 또 다른 누군가와의 경쟁을 통해 선발되기까지 힘든 하루가 계속되었다. :235 마침내, 잭 웰치의 은퇴에 따라, 그는 2000년에 이 회사 이사회에 의하여 CEO에 선임되었다. 그는 위기 상황에서 의장과 CEO가 되었다.(2001년 9월 7일). 취임 4일 후에, 9·11 테러로 이 회사의 직원 2명이 사망하였고, 이 회사의 항공기 엔진 산업 부분에는 직접적인 영향을 주었다. 또 2009년에는 세계적 신용위기 속에 계열 금융사들의 손실 등으로 그룹의 시장가치는 그가 CEO가 된 이후 65%, 2천600억 달러나 사라지기도 했다. 골드스미스는 "웰치가 잘 한 게 맞지만 행운아라고도 할 수 있다"고 전제하면서 "일을 잘한 후임 CEO가 때로 보면 그리 운이 좋지 못하다. 예컨대 이멜트가 물론 좋지 못한 리더로 기억되지는 않겠지만 그렇다고 우상시되지는 못할 것"이라고 말했다. 이멜트는 오바마 정부 들어서 경제 재건에 대한 재정 자문으로도 선임되었다.

## 미디어부문
1953년 2월 1일부터 1963년 6월 3일까지 미국 CBS 방영되었던 제네럴 일렉트릭 극장(General Eletric Theater)이다.
1986년에 NBC 지분을 매입하고 2011년에 지분 51%를 138억 달러에 , 2013년에 잔여지분을 167억 달러에 각각 매각했다. 지분 매입자는 미국 최대 종합 케이블 방송사업자 컴캐스트(Comcast)였다.

## 논란

### 일본 후쿠시마 원전 사태
1960년 GE가 설계한 Mark-1형 비등수로 원자로가 일본의 후쿠시마에 설계되었다. 1971년 후쿠시마제1원전 1호기 준공되었다. 1975년 후쿠시마 제1원전에 Mark-1형 원자로 설계결함을 시점으로 매년간의 잦은 결함이 발생되었다. 2011년 3월 11일 오후2시 46분 지진 발생직후에 자동정지 되었으며 이후 비상디젤발전기과 비상냉각장치(이소콘)를 가동한다. 오후3시 37분 일본의 쓰나미가 후쿠시마 원전을 덮쳤다. 도호쿠 지방 태평양 앞바다 지진과 그로 인한 쓰나미로 인해 3월 11~12일에 도쿄전력 후쿠시마 제1원자력 발전소의 냉각 시스템이 고장이나 노심융융와 수소폭발이 원전 내부에서 시작하면서 원전 사태가 일어났으며 현재도 방사능의 누출이 진행 중에 있다. 1,2,4,6호기 원전을 히타치-GE가, 3,5호기 원전을 도시바가 복구지원을 시작했다. 현재 후쿠시마 제1원전 6호기 Mark-2형 원자로는 경미한 손상으로 인하여 가동중지 이후 폐쇄되었다. 사고 이후에 히타치GE, 도시바, 도쿄전력홀딩스는 2021년에 후쿠시마 제1원전 패쇄 후 환경조성을 병행한다. 그러나 철거, 해체기간이 최소 30년~40년이 걸릴 가능성이 커서 향후 환경 개선 작업이 정상적으로 이루어질지는 아직까지 의문이다.

## 로봇 슈트
하디맨(영어: Hardiman, 하디만)은 1965년에서 1971년 사이에 GE(General Electric)에 의해 실용적인 동력형 외골격(powered exoskeleton 또는 exosuit)을 구축하려는 최초의 시도였다. 이 기계는 착용자가 1500 파운드 (680kg)의 짐을 쉽게 들어 올릴 수 있도록 고안되었다. 이 프로젝트는 이전에 하디만(Handyman)에서 일했던 엔지니어 랄프 모셔(Ralph Mosher)가 이끌었다.결과는 많은 난관에 봉착해 완전한 동력형 외골격 슈트(exo-suit)를 구현하는데에는 성공하지 못했다.

## 같이 보기
- 피버스 카르텔